# Philippe Sansonetti
Philippe J. Sansonetti (9 aprile 1949) è un biologo francese, specializzato in microbiologia, professore all’Institut Pasteur e al Collège de France a Parigi. Attualmente dirige l’Unità Inserm 786 Colonisation et invasion microbienne des muqueuses e il laboratorio di Pathogénie Microbienne Moléculaire dell’Institut Pasteur.

## Educazione
Dopo aver completato i corsi di studi in Microbiologia Generale, Virologia Generale e Immunologia all'Institut Pasteur, Philippe Sansonetti consegue nel 1978 la specializzazione in Biochimica/Microbiologia presso l'Université Paris VII. Nel 1979 ottiene il titolo di dottore in medicina all'Université Pierre et Marie Curie.
Trascorre 4 anni come borsista nell'Unité de Bactériologie Médicale, sotto la supervisione di Léon Le Minor; si trasferisce negli Stati Uniti, ottenendo una posizione di post-doc nel laboratorio del Professor Samuel Formal al Department of Enteric Diseases al Walter Reed Army Institute of Research, a Washington DC.
Nel 1981 rientra a Parigi all'Institut Pasteur presso l'Unité des entérobactéries dove crea un suo primo gruppo di ricerca prima di fondare e dirigere l'Unité de Pathogénie Microbienne Moléculaire (1989). 
Negli anni dal 1981 al 1985 svolge l'attività di medico; nei dieci anni successivi (1985-1995) dirige l'ambulatorio clinico e, successivamente, viene nominato direttore medico dell'ospedale dell'Institut Pasteur (1995-1999 e 2004-2007). 
Per diversi anni ricopre la qualifica di presidente dei Dipartimenti di Batteriologia e Micologia (1989-1992) e di Biologia Cellulare ed Infezione (2002-2006).

Il Professor Sansonetti ricopre ruoli dirigenziali e scientifici all'INSERM, così come all'interno dell'Organizzazione mondiale della sanità, dove è presidente del comitato direttivo per lo sviluppo di vaccini contro le malattie diarroiche.

## Contributi e riconoscimenti
La linea di ricerca portata avanti da Philippe Sansonetti è focalizzata principalmente sulla comprensione dei diversi aspetti della patogenesi di Shigella, un patogeno enterico responsabile di gravi forme diarroiche. Il suo lavoro interseca molteplici aree disciplinari che vanno dalla biologia alla medicina, dalla genetica molecolare alla biologia cellulare, dall'Immunologia allo sviluppo di vaccini contro la dissenteria.
Nell'ambito delle ricerche effettuate dal gruppo di ricerca del Prof. Philippe Sansonetti va fatta menzione di quelle che hanno permesso di dimostrare che il processo di patogenesi di Shigella è associato alla presenza di un grande plasmide di virulenza contenente un'isola di patogenicità, codificante un sistema di secrezione di tipo tre necessario per l'entrata nelle cellule epiteliali; i risultati che hanno permesso di chiarire il meccanismo molecolare che permette sia l'invasione di Shigella nelle cellule epiteliali, sia la motilità intracellulare; in aggiunta, è stato dimostrato che Shigella uccide i macrofagi mediante l'induzione di un processo apoptotico: è stato identificato che i batteri intracellulari sono riconosciuti dalle proteine Nod e che questo riconoscimento induce la produzione di mediatori pro-infiammator; infine, importanti sono gli studi volti all'identificazione di un insieme di effettori di Shigella, coinvolti nel controllo sia della risposta immunitaria innata, sia della risposta adattativa.
Tuttora, Philippe Sansonetti è attivamente coinvolto nella ricerca per lo sviluppo di candidati vaccinali contro le principali shigellae che causano la dissenteria nei Paesi in via di sviluppo.
Il professor Sansonetti è autore di oltre 300 pubblicazioni in riviste scientifiche e per diversi anni è stato editore di numerose pubblicazioni professionali. È considerato uno dei «fondatori» della microbiologia cellulare e «pioniere» di pubblicazioni scientifiche in questo campo. 
Il suo prestigio nel campo delle scienze è stato riconosciuto con numerosi premi, tra i quali si ricordano:
- Premio Jacques Monod per la Biologia Molecolare
- Premio Louis-Jeantet per la Medicina
- Premio Robert Koch
- Medaglia Andre Lwoff conferitagli da FEMS (Federation of European Microbiological Societies).

È stato nominato cavaliere dell'ordine nazionale della Legion d'Honneur e Ufficiale dell'Ordre National du Mérite
È stato eletto membro di:
EMBO (European Molecular Biology Organisation), 
Académie des sciences
Deutsche Akademie der Natursforscher Leopoldina
American Association for the Advancement of Science, 
Howard Hughes Medical Institute.
Nel 2008 gli è stata attribuita la cattedra di Microbiologia e Malattie infettive al Collège de France.